# Persone di nome Daniel/Calciatori
| Questa pagina contiene informazioni ricavate automaticamente dalle voci biografiche con l'ausilio del template Bio e di un bot. L'aggiornamento è periodico e automatico e ricostruisce completamente la pagina. Se manca una persona in questa lista, sei pregato di non aggiungerla, ma accertati piuttosto che la sua voce biografica contenga il template Bio e che i dati anagrafici siano correttamente compilati. Se il template Bio manca, inseriscilo tu stesso o, in alternativa, metti l'avviso {{tmp\|Bio}} che ne segnala la mancanza. Se i dati riportati sono sbagliati, correggi direttamente la voce biografica; le modifiche saranno visibili in questa lista entro pochi giorni. Per chiarimenti vedi il progetto antroponimi. La lista contiene solo le 480 persone che sono citate nell'enciclopedia e per le quali è stato implementato correttamente il template Bio. Pagina aggiornata al 6 ago 2025. |

Questa è una lista di persone presenti nell'enciclopedia che hanno il nome Daniel e sono calciatori.

## A(36)
- Daniel Abalo, ex calciatore spagnolo (Pontevedra, n. 1987)
- Alonso Aceves, calciatore messicano (Huixquilucan de Degollado, n. 2001)
- Daniel Addo, ex calciatore ghanese (Accra, n. 1976)
- Daniel Addo, ex calciatore ghanese (n. 1987)
- Daniel Adejo, calciatore nigeriano (Kaduna, n. 1989)
- Daniel Nii Adjei, ex calciatore ghanese (Kumasi, n. 1988)
- Daniel Adlung, calciatore tedesco (Fürth, n. 1987)
- Daniel Afriyie, calciatore ghanese (Kumasi, n. 2001)
- Daniel Aguilar, calciatore messicano (Guadalajara, n. 1998)
- Daniel Aguirre, calciatore statunitense (Redwood City, n. 1999)
- Daniel Agyei, ex calciatore ghanese (Dansoman, n. 1989)
- Daniel Ahumada, ex calciatore cileno (n. 1960)
- Daniel Akpeyi, calciatore nigeriano (Nnewi, n. 1986)
- Daniel Alessi, calciatore australiano (Nuovo Galles del Sud, n. 1997)
- Daniel Alexander, calciatore eritreo (n. 1994)
- Daniel Alick, ex calciatore vanuatuano (n. 1982)
- Danny Allsopp, ex calciatore australiano (Melbourne, n. 1978)
- Daniel Alonso, ex calciatore uruguaiano (Montevideo, n. 1956)
- Daniel Miguel Alves Gomes, ex calciatore portoghese (Caracas, n. 1983)
- Daniel Amartey, calciatore ghanese (Accra, n. 1994)
- Daniel Andersson, ex calciatore svedese (Bjuv, n. 1972)
- Daniel Angulo, ex calciatore ecuadoriano (Esmeraldas, n. 1986)
- Daniel Anyembe, calciatore danese (Esbjerg, n. 1998)
- Dani Aquino, calciatore spagnolo (Murcia, n. 1990)
- Daniel Aranzubía, ex calciatore spagnolo (Logroño, n. 1979)
- Daniel Arismendi, ex calciatore venezuelano (Cumaná, n. 1982)
- Daniel Armstrong, calciatore scozzese (Taunton, n. 1997)
- Daniel Arreola, ex calciatore messicano (Cancún, n. 1985)
- Daniel Fernández Artola, ex calciatore spagnolo (Barcellona, n. 1983)
- Daniel Arzani, calciatore iraniano (Khorramabad, n. 1999)
- Daniel Astrain, ex calciatore spagnolo (Pamplona, n. 1948)
- Daniel Avramovski, calciatore macedone (Skopje, n. 1995)
- Daniel Axtyamov, ex calciatore azero (Tashkent, n. 1985)
- Daniel Librado Azcona, ex calciatore paraguaiano (Caacupé, n. 1984)
- Daniel Berntsen, calciatore norvegese (Tromsø, n. 1993)
- Dani Alves, ex calciatore brasiliano (Juazeiro, n. 1983)

## B(36)
- Daniel Bachmann, calciatore austriaco (Wiener Neustadt, n. 1994)
- Daniel Baldi, ex calciatore e scrittore uruguaiano (Colonia, n. 1981)
- Daniel Ballard, calciatore nordirlandese (Stevenage, n. 1999)
- Daniel Bamberg, ex calciatore brasiliano (São Lourenço do Oeste, n. 1984)
- Daniel Barlaser, calciatore inglese (Gateshead, n. 1997)
- Daniel Barna, ex calciatore rumeno (Piatra Neamț, n. 1986)
- Daniel Barrea, calciatore argentino (Cañuelas, n. 2001)
- Dani Barrio, ex calciatore spagnolo (Gijón, n. 1987)
- Daniel Bartl, calciatore ceco (n. 1989)
- Danny Batth, calciatore inglese (Brierley Hill, n. 1990)
- Daniel Batty, calciatore inglese (Pontefract, n. 1997)
- Daniel Beichler, ex calciatore austriaco (Graz, n. 1988)
- Daniel Bekono, ex calciatore camerunese (Yaoundé, n. 1978)
- Daniel Mark Bennett, ex calciatore singaporiano (Great Yarmouth, n. 1978)
- Daniel Bentley, calciatore inglese (Basildon, n. 1993)
- Daniel Benzar, calciatore rumeno (Timișoara, n. 1997)
- Daniel Bielica, calciatore polacco (Zabrze, n. 1999)
- Daniel Bilos, ex calciatore argentino (Pergamino, n. 1980)
- Daniel Bisogno, ex calciatore uruguaiano (Montevideo, n. 1976)
- Daniel Björnquist, calciatore svedese (n. 1989)
- Daniel Bocanegra, calciatore colombiano (Purificación, n. 1987)
- Daniel Bogdanović, ex calciatore maltese (Misurata, n. 1980)
- Daniel Bogusz, ex calciatore polacco (Varsavia, n. 1974)
- Daniel Boloca, calciatore italiano (Chieri, n. 1998)
- Daniel Borges da Silva, calciatore brasiliano (Porto Seguro, n. 2003)
- Daniel Borimirov, ex calciatore bulgaro (Vidin, n. 1970)
- Daniel Bowry, calciatore antiguo-barbudano (Londra, n. 1998)
- Daniel Braaten, calciatore norvegese (Oslo, n. 1982)
- Daniel Bragança, calciatore portoghese (Fazendas de Almeirim, n. 1999)
- Daniel Brändle, ex calciatore liechtensteinese (Vaduz, n. 1992)
- Daniel Brosinski, calciatore tedesco (Karlsruhe, n. 1988)
- Daniel Brückner, calciatore tedesco (Rostock, n. 1981)
- Daniel Buballa, calciatore tedesco (Bergisch Gladbach, n. 1990)
- Daniel Buitrago, calciatore colombiano (Medellín, n. 1991)
- Dan Burn, calciatore inglese (Blyth, n. 1992)
- Dani Silva, calciatore portoghese (Beja, n. 2000)

## C(39)
- Daniel Cadena, calciatore spagnolo (Manzanilla, n. 1987)
- Daniel Califano, ex calciatore argentino (n. 1944)
- Danny Califf, ex calciatore statunitense (Montclair, n. 1980)
- Daniel Caligiuri, ex calciatore tedesco (Villingen-Schwenningen, n. 1988)
- Dani Calvo, calciatore spagnolo (Huesca, n. 1994)
- Daniel Cambronero, calciatore costaricano (San José, n. 1987)
- Danny Campbell, calciatore inglese (Oldham, n. 1944 - † 2020)
- Daniel Cangialosi, ex calciatore argentino (Junín, n. 1971)
- Daniel Cappelletti, calciatore italiano (Cantù, n. 1991)
- Dani Cárdenas, calciatore spagnolo (Terrassa, n. 1997)
- Daniel Cardoso, calciatore sudafricano (Johannesburg, n. 1988)
- Daniel Carnevali, ex calciatore argentino (Rosario, n. 1946)
- Daniel Carpentier, calciatore francese (Hirson, n. 1927 - Saint-Dizier, † 2004)
- Daniel Carr, calciatore inglese (Londra, n. 1993)
- Daniel Carrillo, calciatore venezuelano (Barquisimeto, n. 1995)
- Daniel Carvajal, calciatore spagnolo (Leganés, n. 1992)
- Dani Castellano, calciatore spagnolo (Las Palmas de Gran Canaria, n. 1987)
- Dani Ceballos, calciatore spagnolo (Utrera, n. 1996)
- Daniel Celea, calciatore rumeno (Braloștița, n. 1995)
- Daniel Chacón, calciatore costaricano (Turrialba, n. 2001)
- Daniel Charles-Alfred, calciatore francese (Fort-de-France, n. 1934 - Saint-Pierre, † 2020)
- Daniel Chima, calciatore nigeriano (Uboma, n. 1991)
- Daniel Chiriță, ex calciatore rumeno (Ploiești, n. 1974)
- Daniel Chávez, calciatore peruviano (Callao, n. 1988)
- Daniel Ciofani, ex calciatore italiano (Avezzano, n. 1985)
- Danny Clapton, calciatore inglese (Londra, n. 1934 - Londra, † 1986)
- Dan Cleary, calciatore irlandese (Dublino, n. 1996)
- Danny Coid, ex calciatore inglese (Liverpool, n. 1981)
- Daniel Coleman, ex calciatore ghanese (n. 1984)
- Daniel Colindres, calciatore e ex giocatore di calcio a 5 costaricano (Alajuela, n. 1985)
- Danny Collins, ex calciatore inglese (Chester, n. 1980)
- Daniel Congré, ex calciatore francese (Tolosa, n. 1985)
- Daniel Corrêa Freitas, calciatore brasiliano (Juiz de Fora, n. 1994 - São José dos Pinhais, † 2018)
- Dan Counce, ex calciatore statunitense (Saint Louis, n. 1951)
- Daniel Crowley, calciatore inglese (Coventry, n. 1997)
- Daniel Cruz, ex calciatore colombiano (Cali, n. 1981)
- Daniel da Cruz Carvalho, ex calciatore portoghese (Lisbona, n. 1976)
- Daniel Liberal, calciatore angolano (n. 2000)
- Daniel Podence, calciatore portoghese (Oeiras, n. 1995)

## D(28)
- Daniel Carvalho, ex calciatore brasiliano (Pelotas, n. 1983)
- Daniel Danieli, calciatore israeliano (n. 1945 - † 1977)
- Daniel Davari, calciatore tedesco (Gießen, n. 1988)
- Daniel De Silva, calciatore australiano (Perth, n. 1997)
- Daniel Daga, calciatore nigeriano (n. 2007)
- Daniel Devine, calciatore nordirlandese (Belfast, n. 1992)
- Daniel Amorim, calciatore brasiliano (Rio de Janeiro, n. 1989)
- Daniel Dias, ex calciatore macaense (Macao, n. 1961)
- Daniel Díaz, ex calciatore argentino (San Fernando del Valle de Catamarca, n. 1979)
- Daniel Díaz, calciatore cubano (L'Avana, n. 2002)
- Daniel Díaz, ex calciatore cileno (Santiago del Cile, n. 1948)
- Daniel Didavi, calciatore tedesco (Nürtingen, n. 1990)
- Daniel Dimov, calciatore bulgaro (Dobrič, n. 1989)
- Don Donovan, calciatore irlandese (Cork, n. 1929 - † 2013)
- Daniel Drescher, ex calciatore austriaco (Vienna, n. 1989)
- Danny Drinkwater, ex calciatore inglese (Manchester, n. 1990)
- Daniel Duarte, ex calciatore gibilterriano (Gibilterra, n. 1979)
- Daniel Dumbrăvanu, calciatore moldavo (Bălți, n. 2001)
- Daniel Dutuel, ex calciatore francese (Bort-les-Orgues, n. 1967)
- Daniel Dziwniel, calciatore tedesco (Francoforte sul Meno, n. 1992)
- Daniel da Mota, calciatore lussemburghese (Ettelbruck, n. 1985)
- Daniel dos Anjos, calciatore brasiliano (Boa Esperança, n. 1996)
- Daniel Júnior, calciatore brasiliano (Santo André, n. 2002)
- Daniel de Pauli, calciatore brasiliano (n. 1999)
- Daniel de Sousa Brito, calciatore brasiliano (Barra do Garças, n. 1994)
- Daniel de la Cruz, calciatore ecuadoriano (Quito, n. 2004)
- Daniel dos Santos, calciatore portoghese (Covilhã, n. 2002)
- Daniel Penha, calciatore brasiliano (Brasilia, n. 1998)

## E(14)
- Danny Earls, ex calciatore irlandese (Dublino, n. 1989)
- Daniel Edelman, calciatore statunitense (Warren, n. 2003)
- Daniel Edusei, ex calciatore ghanese (Kumasi, n. 1980)
- Daniel Eid, calciatore norvegese (Ulsteinvik, n. 1998)
- Dan Einbinder, calciatore israeliano (Mevaseret Zion, n. 1989)
- Daniel Ekedo, calciatore nigeriano (Lagos, n. 1989)
- Daniel Elfadli, calciatore libico (Leonberg, n. 1997)
- Daniel Ellensohn, ex calciatore neozelandese (Città del Capo, n. 1985)
- Daniel Eon, calciatore francese (Saint-Nazaire, n. 1939 - Nantes, † 2021)
- Daniel Eral, ex calciatore peruviano (Lima, n. 1940)
- Dani Escriche, calciatore spagnolo (Burriana, n. 1998)
- Dani Tasende, calciatore spagnolo (Coristanco, n. 2000)
- Dani Estrada, ex calciatore spagnolo (Zarautz, n. 1987)
- Danny Namaso, calciatore camerunese (Reading, n. 2000)

## F(15)
- Daniel Borges, calciatore brasiliano (São José dos Campos, n. 1993)
- Daniel Fagiani, ex calciatore argentino (Pujato, n. 1974)
- Daniel Fascioli, ex calciatore uruguaiano (Montevideo, n. 1967)
- Daniel Febles, calciatore venezuelano (Caracas, n. 1991)
- Daniel Márcio Fernandes, ex calciatore canadese (Edmonton, n. 1983)
- Dani Fernández, calciatore spagnolo (Madrid, n. 1997)
- Daniel Ferrón, ex calciatore andorrano (n. 1980)
- Daniel Fila, calciatore ceco (Brno, n. 2002)
- Daniel Florea, ex calciatore rumeno (Vaslui, n. 1975)
- Daniel Follonier, calciatore svizzero (Sierre, n. 1994)
- Daniel Fox, ex calciatore inglese (Winsford, n. 1986)
- Daniel Fredheim Holm, ex calciatore norvegese (Myre, n. 1985)
- Daniel Mendes, ex calciatore brasiliano (San Paolo, n. 1981)
- Daniel Frick, ex calciatore liechtensteinese (n. 1978)
- Daniel Fuzato, calciatore brasiliano (Santa Bárbara d'Oeste, n. 1997)

## G(33)
- Daniel García Lara, ex calciatore spagnolo (Cerdanyola del Vallès, n. 1974)
- Daniel Gabbidon, ex calciatore gallese (Cwmbran, n. 1979)
- Daniel García Carrillo, calciatore spagnolo (Zumarraga, n. 1990)
- Dan Gargan, ex calciatore statunitense (Filadelfia, n. 1982)
- Daniel Gbaguidi, ex calciatore beninese (Cotonou, n. 1988)
- Daniel Genov, calciatore bulgaro (Sofia, n. 1989)
- Daniel Georgievski, ex calciatore macedone (Città di Blacktown, n. 1988)
- Daniel Gilford, calciatore anglo-verginiano (n. 2001)
- Daniel Giménez Hernández, ex calciatore spagnolo (Vigo, n. 1983)
- Daniel Ginczek, ex calciatore tedesco (Arnsberg, n. 1991)
- Daniel Giraldo, calciatore colombiano (Cali, n. 1992)
- Daniel Goitom, calciatore eritreo (Asmara, n. 1979)
- Daniel Gołębiewski, ex calciatore polacco (Wyszków, n. 1987)
- Daniel Gomez, ex calciatore francese (Thionville, n. 1979)
- Daniel González Benítez, calciatore spagnolo (Palma di Maiorca, n. 1987)
- Daniel González Calvo, calciatore cileno (Quilpué, n. 1984)
- Daniel González Orellana, calciatore cileno (Arica, n. 2002)
- Daniel Nicolás González, calciatore uruguaiano (Montevideo, n. 1997)
- Daniel Gordon, ex calciatore giamaicano (Dortmund, n. 1985)
- Dan Gosling, calciatore inglese (Brixham, n. 1990)
- Danny Graham, ex calciatore inglese (Gateshead, n. 1985)
- Danny Grainger, ex calciatore inglese (Penrith, n. 1986)
- Daniel Granli, calciatore norvegese (Sandvika, n. 1994)
- Danny Granville, ex calciatore inglese (Londra, n. 1975)
- Daniel Graovac, calciatore bosniaco (Novi Grad, n. 1993)
- Daniel Grimshaw, calciatore inglese (Salford, n. 1998)
- Daniel Guedes, calciatore brasiliano (João Ramalho, n. 1994)
- Daniel Güiza, calciatore spagnolo (Jerez de la Frontera, n. 1980)
- Danny Guthrie, ex calciatore inglese (Shrewsbury, n. 1987)
- Daniel Gutiérrez, calciatore cileno (Arica, n. 2003)
- Daniel Gygax, ex calciatore e allenatore di calcio svizzero (Zurigo, n. 1981)
- Dani Gómez, calciatore spagnolo (Alcorcón, n. 1998)
- Daniel García Rodríguez, ex calciatore spagnolo (Salamanca, n. 1987)

## H(20)
- Daniel Heuer Fernandes, calciatore tedesco (Bochum, n. 1992)
- Daniel Haas, ex calciatore tedesco (Erlenbach am Main, n. 1983)
- Daniel Haber, ex calciatore canadese (Toronto, n. 1992)
- Daniel Håkans, calciatore finlandese (Vaasa, n. 2000)
- Daniel Hallingström, ex calciatore svedese (Gamleby, n. 1981)
- Daniel Hanslik, calciatore tedesco (Bad Hersfeld, n. 1996)
- Dan Harding, ex calciatore inglese (Gloucester, n. 1983)
- Danny Haynes, ex calciatore inglese (Peckham, n. 1988)
- Dani Hernández, ex calciatore venezuelano (Caracas, n. 1985)
- Daniel Alejandro Hernández, ex calciatore colombiano (Medellín, n. 1990)
- Daniel Aníbal Hernández, ex calciatore argentino (San Miguel de Tucumán, n. 1970)
- Daniel Herrera, calciatore argentino (Colonia Santa Rosa, n. 2004)
- Danny Higginbotham, ex calciatore inglese (Manchester, n. 1978)
- Daniel Høegh, calciatore danese (Odense, n. 1991)
- Daniel Holzer, calciatore ceco (n. 1995)
- Daniel Horlaville, calciatore francese (Oissel, n. 1945 - Oissel, † 2019)
- Enrique Hormazábal, calciatore cileno (Santiago del Cile, n. 1931 - Santiago del Cile, † 1999)
- Daniel Hug, calciatore e allenatore di calcio svizzero (Basilea, n. 1884 - Trieste, † 1918)
- Daniel Huňa, ex calciatore ceco (Most, n. 1979)
- Daniel Hérelle, calciatore francese (Nizza, n. 1988)

## I(7)
- Daniel Ibáñez, calciatore argentino (San Justo, n. 1995)
- Dani Iglesias, calciatore spagnolo (Santiago di Compostela, n. 1995)
- Daniel Imhof, ex calciatore svizzero (Wil, n. 1977)
- Daniel Imperiale, calciatore argentino (Guaymallén, n. 1988)
- Danny Ings, calciatore inglese (Winchester, n. 1992)
- Daniel Ivanovski, ex calciatore macedone (n. 1983)
- Daniel Iversen, calciatore danese (Gørding, n. 1997)

## J(12)
- Daniel James, calciatore gallese (Kingston upon Hull, n. 1997)
- Daniel Jarl, ex calciatore svedese (Bålsta, n. 1992)
- Daniel Jarque, calciatore spagnolo (Barcellona, n. 1983 - Firenze, † 2009)
- Daniel Jebbison, calciatore canadese (Oakville, n. 2003)
- Daniel Jensen, ex calciatore danese (Copenaghen, n. 1979)
- Dani Jiménez, calciatore spagnolo (Lebrija, n. 1990)
- Daniel Jiménez, calciatore beliziano (Benque Viejo, n. 1988)
- Daniel Joe, calciatore papuano (n. 1990)
- Daniel Johansen, calciatore faroese (n. 1998)
- Daniel Johnson, calciatore giamaicano (Kingston, n. 1992)
- Daniel João Paulo, ex calciatore brasiliano (Araras, n. 1981)
- Daniel Juárez, calciatore argentino (n. 2001)

## K(12)
- Daniel Kajzer, calciatore polacco (Tarnowskie Góry, n. 1992)
- Daniel Kanu, calciatore sierraleonese (Lambeth, n. 2004)
- Daniel Kaufmann, ex calciatore liechtensteinese (Grabs, n. 1990)
- Dan Keat, ex calciatore neozelandese (Barnstaple, n. 1987)
- Daniel Keita-Ruel, calciatore francese (Wuppertal, n. 1989)
- Dan Kennedy, ex calciatore statunitense (Fullerton, n. 1982)
- Daniel Klewer, ex calciatore tedesco (Rostock, n. 1977)
- Daniel Kocourek, calciatore ceco (n. 1986)
- Daniel Koprivčić, ex calciatore neozelandese (Osijek, n. 1981)
- Daniel Krutzen, ex calciatore belga (Lanaken, n. 1996)
- Daniel Kutev, calciatore bulgaro (Zlatograd, n. 1991)
- Daniel Köstl, calciatore ceco (Praga, n. 1998)

## L(26)
- Daniel Amora, ex calciatore brasiliano (Belo Horizonte, n. 1987)
- Daniel Lopes Cruz, ex calciatore brasiliano (Salvador, n. 1982)
- Daniel Kuri, calciatore messicano (Veracruz, n. 1999)
- Daniel Lafferty, calciatore nordirlandese (Derry, n. 1989)
- Daniel Langhamer, calciatore ceco (Praga, n. 2003)
- Daniel Larsson, ex calciatore svedese (Göteborg, n. 1987)
- Daniel Lasure, calciatore spagnolo (Saragozza, n. 1994)
- Daniel Le Roux, calciatore sudafricano (Port Shepstone, n. 1933 - Scottburgh, † 2016)
- Daniel Figueira, calciatore portoghese (Vizela, n. 1998)
- Alejandro Lembo, ex calciatore uruguaiano (Montevideo, n. 1978)
- Dan Lewis, calciatore gallese (Maerdy, n. 1902 - † 1965)
- Danny Leyva, calciatore statunitense (Las Vegas, n. 2003)
- Almiro Lobo, calciatore mozambicano (Quelimane, n. 1982)
- Daniel Londoño, calciatore colombiano (Itagüí, n. 1995)
- Daniel Lopar, ex calciatore svizzero (Kreuzlingen, n. 1985)
- Daniel Sobralense, ex calciatore brasiliano (Sobral, n. 1983)
- Daniel Fernando López, ex calciatore cileno (n. 1969)
- Daniel López Menéndez, ex calciatore spagnolo (Oviedo, n. 1983)
- Daniel Lovitz, calciatore statunitense (Wyndmoor, n. 1991)
- Daniel Lucero, calciatore argentino (Mercedes, n. 2002)
- Daniel Ludueña, ex calciatore argentino (Córdoba, n. 1982)
- Daniel Luna, calciatore colombiano (Cali, n. 2003)
- Daniel Luxbacher, calciatore austriaco (Vienna, n. 1992)
- Daniel Sáez, ex calciatore cubano (L'Avana, n. 1994)
- Daniel López Albés, ex calciatore spagnolo (Barcellona, n. 1992)
- Daniel Segovia, calciatore spagnolo (Madrid, n. 1985)

## M(39)
- Daniel Carriço, ex calciatore portoghese (Cascais, n. 1988)
- Daniel Jesús Martín Gil, calciatore spagnolo (Las Palmas de Gran Canaria, n. 1997)
- Daniel Guimarães, calciatore brasiliano (Timóteo, n. 1987 - Timóteo, † 2024)
- Daniel Maderner, calciatore austriaco (Feldkirch, n. 1995)
- Daniel Magda, calciatore slovacco (Prešov, n. 1997)
- Daniel Majstorović, ex calciatore svedese (Stoccolma, n. 1977)
- Daniel Maldini, calciatore italiano (Milano, n. 2001)
- Daniel Malhue, calciatore cileno (Santiago del Cile, n. 1995)
- Daniel Mancini, calciatore argentino (San Justo, n. 1996)
- Daniel Mandroiu, calciatore irlandese (Dublino, n. 1998)
- Daniel Márquez, ex calciatore messicano (Guadalajara, n. 1986)
- Daniel Martínez, ex calciatore uruguaiano (Montevideo, n. 1959)
- Daniel Martín Alexandre, ex calciatore spagnolo (Siviglia, n. 1981)
- Daniel Martín Fernández, calciatore spagnolo (Gijón, n. 1998)
- Daniel Matsau, ex calciatore sudafricano (n. 1977)
- Daniel Mañó, calciatore spagnolo (Sueca, n. 1932 - † 2024)
- Daniel McBreen, calciatore e allenatore di calcio australiano (Burnley, n. 1977)
- Daniel Mejías, calciatore andorrano (Barcellona, n. 1982 - † 2022)
- Danny Welbeck, calciatore inglese (Manchester, n. 1990)
- Daniel Mercier, calciatore francese (n. 1892 - † 1914)
- Danny Mills, ex calciatore inglese (Norwich, n. 1977)
- Daniel Minea, ex calciatore rumeno (Călărași, n. 1961)
- Daniel Mladenov, calciatore bulgaro (Kjustendil, n. 1987)
- Daniel Mojsov, calciatore macedone (Kavadarci, n. 1987)
- Daniel Moncharé, ex calciatore camerunese (Yaoundé, n. 1982)
- Daniel Montenegro, ex calciatore argentino (Buenos Aires, n. 1979)
- Daniel Moreira, ex calciatore francese (Maubeuge, n. 1977)
- Dani Morer, calciatore spagnolo (Mataró, n. 1998)
- Daniel Mosquera, calciatore colombiano (Quibdó, n. 1999)
- Daniel Mudau, ex calciatore sudafricano (Mamelodi, n. 1968)
- Daniel Mullen, calciatore australiano (Adelaide, n. 1989)
- Daniel Munie, calciatore statunitense (Maryland Heights, n. 2000)
- Daniel Muñoz, calciatore colombiano (Amalfi, n. 1996)
- Daniel Munteanu, ex calciatore rumeno (Onești, n. 1978)
- Danny Murphy, ex calciatore inglese (Chester, n. 1977)
- Dan Murray, ex calciatore inglese (Cambridge, n. 1982)
- Danny Musovski, calciatore statunitense (Henderson, n. 1995)
- Daniel Mustafá, ex calciatore argentino (Bell Ville, n. 1984)
- Daniel Tenenbaum, calciatore brasiliano (Rio de Janeiro, n. 1995)

## N(13)
- Daniel Nannskog, ex calciatore svedese (Helsingborg, n. 1974)
- Daniel Nardiello, ex calciatore gallese (Coventry, n. 1982)
- Daniel Natou, calciatore vanuatuano (Port Vila, n. 1989)
- Daniel Naumov, calciatore bulgaro (Goce Delčev, n. 1998)
- Dani Ndi, calciatore camerunese (Douala, n. 1995)
- Dan Neil, calciatore inglese (South Shields, n. 2001)
- Daniel Nešpor, ex calciatore ceco (n. 1987)
- Daniel Ngom Kome, ex calciatore camerunese (Bangou, n. 1980)
- Daniel Niculae, ex calciatore rumeno (Bucarest, n. 1982)
- Dani Nieto, calciatore spagnolo (Calvià, n. 1991)
- Daniel Nikolac, calciatore venezuelano (Caracas, n. 1961 - † 2020)
- Daniel Nussbaumer, calciatore austriaco (n. 1999)
- Daniel Nwoke, ex calciatore nigeriano (Lagos, n. 1983)

## O(11)
- Daniel O'Shaughnessy, calciatore finlandese (Riihimäki, n. 1994)
- Daniel Offenbacher, calciatore austriaco (Scheifling, n. 1992)
- Dani Ojeda, calciatore spagnolo (Las Palmas de Gran Canaria, n. 1994)
- Daniel Ola, ex calciatore ghanese (Accra, n. 1982)
- Daniel Onega, ex calciatore argentino (Las Parejas, n. 1945)
- Marius Onofraș, ex calciatore rumeno (Iași, n. 1980)
- Daniel Opare, calciatore ghanese (Accra, n. 1990)
- Daniel Opazo, calciatore argentino (n. 1996)
- Daniel Orozco Álvarez, ex calciatore spagnolo (Fuengirola, n. 1987)
- Daniel Osorno, ex calciatore messicano (Guadalajara, n. 1979)
- Daniel Oyegoke, calciatore inglese (Barnet, n. 2003)

## P(21)
- Daniel Pacheco, calciatore spagnolo (Malaga, n. 1991)
- Daniel Panizzolo, ex calciatore svizzero (Bellinzona, n. 1986)
- Daniel Paraschiv, calciatore rumeno (Brașov, n. 1999)
- Daniel Parejo, calciatore spagnolo (Coslada, n. 1989)
- Daniel Parra, calciatore messicano (Celaya, n. 1998)
- Daniel Pavlović, ex calciatore svizzero (Rorschach, n. 1988)
- Daniel Pedersen, calciatore danese (Silkeborg, n. 1992)
- Daniel Pereira, calciatore venezuelano (Caracas, n. 2000)
- Daniel Pereira, ex calciatore argentino (Buenos Aires, n. 1976)
- Daniel Peretz, calciatore israeliano (Tel Aviv, n. 2000)
- Daniel Petrovic, calciatore austriaco (Linz, n. 1992)
- Daniel Pettit, calciatore inglese (Liverpool, n. 1915 - Worcester, † 2010)
- Daniel Phillips, calciatore inglese (Enfield, n. 2001)
- Daniel Kenedy, ex calciatore guineense (Bissau, n. 1974)
- Daniel Pinillos, calciatore spagnolo (Logroño, n. 1992)
- Daniel Popa, calciatore rumeno (Pietroșița, n. 1995)
- Daniel Popescu, ex calciatore rumeno (Tulcea, n. 1988)
- Daniel Potts, calciatore inglese (Londra, n. 1994)
- Daniel Prodan, calciatore rumeno (Satu Mare, n. 1972 - Voluntari, † 2016)
- Daniel Pudil, calciatore ceco (Praga, n. 1985)
- Dan Pîslă, calciatore moldavo (Chișinău, n. 1986)

## Q(3)
- Daniel Quaye, ex calciatore ghanese (n. 1980)
- Dani Queipo, calciatore spagnolo (Oviedo, n. 2002)
- Dani Quintana, ex calciatore spagnolo (Las Palmas de Gran Canaria, n. 1987)

## R(27)
- Dani Cancela, ex calciatore spagnolo (La Coruña, n. 1981)
- Coquito, ex calciatore uruguaiano (Montevideo, n. 1965)
- Dani Raba, calciatore spagnolo (Santander, n. 1995)
- Dani Ramírez, calciatore spagnolo (Leganés, n. 1992)
- Daniel Ravier, ex calciatore francese (Lione, n. 1948)
- Daniel Redmond, calciatore inglese (Newham, n. 1993)
- Daniel Reinoso, ex calciatore ecuadoriano (Guayaquil, n. 1978)
- Felipe Revelez, ex calciatore uruguaiano (Rocha, n. 1959)
- Daniel Reyes Avellán, ex calciatore nicaraguense (Diriamba, n. 1990)
- Daniel Reyes, calciatore peruviano (n. 1966 - Oceano Pacifico, † 1987)
- Neil Rioch, ex calciatore inglese (Paddington, n. 1951)
- Hernán Rivero, calciatore argentino (Santa Fe, n. 1992)
- Daniel Rodighiero, ex calciatore francese (Saint-Cloud, n. 1940)
- Dani Rodríguez, calciatore spagnolo (Betanzos, n. 1988)
- Danny Rogers, calciatore irlandese (New York, n. 1994)
- Daniel Rojano, calciatore colombiano (Medellín, n. 1997)
- Daniel Rojas, calciatore boliviano (n. 2000)
- Daniel Romanovskij, calciatore lituano (Vilnius, n. 1996)
- Dani Romera, calciatore spagnolo (Almería, n. 1995)
- Daniel Rosario, ex calciatore portoricano (Bayamón, n. 2002)
- Danny Rose, ex calciatore inglese (Doncaster, n. 1990)
- Daniel Rosero, calciatore colombiano (Bogotà, n. 1993)
- Daniel Rossi, ex calciatore brasiliano (Rio Claro, n. 1981)
- Daniel Royer, ex calciatore austriaco (Schladming, n. 1990)
- Daniel Ruiz Rivera, calciatore colombiano (Bogotà, n. 2001)
- Daniel Ruiz-Bazán, ex calciatore spagnolo (Sopuerta, n. 1951)
- Daniel Ríos, calciatore messicano (Città del Messico, n. 1995)

## S(41)
- Daniel Ayala, calciatore spagnolo (El Saucejo, n. 1990)
- Daniel Bessa, calciatore brasiliano (San Paolo, n. 1993)
- Daniel Candeias, calciatore portoghese (Fornos de Algodres, n. 1988)
- Daniel Ricardo da Silva Soares, ex calciatore portoghese (Felgueiras, n. 1982)
- Daniel Karlsbakk, calciatore norvegese (Kristiansand, n. 2003)
- Daniel Lovinho, ex calciatore brasiliano (San Paolo, n. 1989)
- Daniel Saggiomo, calciatore venezuelano (Caracas, n. 1998)
- Daniel Samek, calciatore ceco (Chaloupky, n. 2004)
- Danielzinho, calciatore brasiliano (Rio de Janeiro, n. 1996)
- Daniel Sanabria, ex calciatore paraguaiano (Asunción, n. 1977)
- Daniel Sanchez, ex calciatore e allenatore di calcio francese (Oujda, n. 1953)
- Daniel Ting, calciatore malaysiano (Chester, n. 1992)
- Daniel Sanlaville, ex calciatore francese (Nîmes, n. 1947)
- Dani Santafé, calciatore spagnolo (Valtierra, n. 1997)
- Daniel Santos Martins, ex calciatore portoghese (Torres Vedras, n. 1993)
- Daniel Sappa, calciatore argentino (Villa Elisa, n. 1995)
- Daniel Schwaab, ex calciatore tedesco (Waldkirch, n. 1988)
- Daniel Schütz, ex calciatore austriaco (Mooskirchen, n. 1991)
- Danny Seaborne, ex calciatore inglese (Barnstaple, n. 1987)
- Daniel Segura, calciatore ecuadoriano (Rioverde, n. 1999)
- Daniel Sereinig, ex calciatore svizzero (Wil, n. 1982)
- Danny Shittu, ex calciatore nigeriano (Lagos, n. 1980)
- Daniel Sikorski, ex calciatore austriaco (Waidhofen an der Thaya, n. 1987)
- Daniel da Silva, ex calciatore brasiliano (San Paolo, n. 1973)
- Daniel Simmes, ex calciatore e allenatore di calcio tedesco (Dortmund, n. 1966)
- Danny Sonner, ex calciatore nordirlandese (Wigan, n. 1972)
- Daniel Sosah, calciatore ghanese (Accra, n. 1998)
- Daniel Sotres, calciatore spagnolo (Santiago de Cudeyo, n. 1993)
- Daniel Souza de Jesus, ex calciatore brasiliano (Capão da Canoa, n. 1990)
- Daniel Stenderup, calciatore danese (Brøndby, n. 1989)
- Daniel Stensland, ex calciatore norvegese (Fauske, n. 1989)
- Daniel Stensson, calciatore svedese (Stoccolma, n. 1997)
- Daniel Steres, calciatore statunitense (Burbank, n. 1990)
- Daniel Sturridge, ex calciatore inglese (Birmingham, n. 1989)
- Dani Suárez, ex calciatore spagnolo (Aranjuez, n. 1990)
- Daniel Sundgren, calciatore svedese (Solna, n. 1990)
- Daniel Svensson, calciatore svedese (Stoccolma, n. 2002)
- Danny Swanson, calciatore scozzese (Edimburgo, n. 1986)
- Daniel Szelągowski, calciatore polacco (Kielce, n. 2002)
- Danny Szetela, ex calciatore statunitense (Passaic, n. 1987)
- Daniel Florencio Sánchez, ex calciatore uruguaiano (Montevideo, n. 1961)

## T(17)
- Daniel Tagoe, calciatore ghanese (Accra, n. 1986)
- Daniel Tapeta, calciatore francese (n. 1974)
- Daniel Tarczal, calciatore ceco (n. 1985)
- Daniel Telser, ex calciatore liechtensteinese (n. 1970)
- Daniel Tetour, calciatore ceco (n. 1994)
- Dany Theis, calciatore lussemburghese (Esch-sur-Alzette, n. 1967 - † 2022)
- Daniel Theuma, ex calciatore maltese (n. 1971)
- Danny Thomas, ex calciatore inglese (Worksop, n. 1961)
- Daniel Toribio, calciatore spagnolo (Gerona, n. 1988)
- Daniel Torres, ex calciatore costaricano (Moravia, n. 1977)
- Daniel Alejandro Torres, calciatore colombiano (Cáqueza, n. 1989)
- Dani Tortolero, ex calciatore spagnolo (Esplugues de Llobregat, n. 1981)
- Daniel Toth, calciatore austriaco (Vienna, n. 1987)
- Danny Trainor, calciatore nordirlandese (Belfast, n. 1944 - Ballymoney, † 1974)
- Daniel Trubač, calciatore ceco (Opočno, n. 1997)
- Daniel Tshabalala, ex calciatore sudafricano (Sebokeng, n. 1977)
- Dan Twardzik, ex calciatore tedesco (Třinec, n. 1991)

## U(1)
- Daniel Udsen, ex calciatore faroese (n. 1983)

## V(8)
- Daniel Evuy, ex calciatore spagnolo (Madrid, n. 1985)
- Daniel Vaca, ex calciatore boliviano (Santa Cruz de la Sierra, n. 1978)
- Daniel Van Buyten, ex calciatore belga (Chimay, n. 1978)
- Daniel Vašulín, calciatore ceco (Hlinsko, n. 1998)
- Daniel Veyt, ex calciatore belga (Baasrode, n. 1956)
- Daniel Villalva, calciatore argentino (Caá Catí, n. 1992)
- Dani Vivian, calciatore spagnolo (Vitoria, n. 1999)
- Daniel Vušković, ex calciatore croato (Deventer, n. 1981)

## W(8)
- Danny Ward, calciatore gallese (Wrexham, n. 1993)
- Daniel Wass, calciatore danese (Gladsaxe, n. 1989)
- Daniel Williams, ex calciatore tedesco (Karlsruhe, n. 1989)
- Daniel Williams, calciatore gallese (n. 2001)
- Daniel Willington, ex calciatore e allenatore di calcio argentino (Santa Fe, n. 1942)
- Danny Wilson, calciatore scozzese (Livingston, n. 1991)
- Daniel Wilson, calciatore guyanese (Georgetown, n. 1993)
- Daniel Wolf, ex calciatore austriaco (Vienna, n. 1985)

## X(2)
- Daniel Xhafaj, ex calciatore albanese (Valona, n. 1977)
- Daniel Xuereb, ex calciatore francese (Gardanne, n. 1959)

## Y(2)
- Daniel Schmidt, calciatore giapponese (Springfield, n. 1992)
- Daniel Yeboah, ex calciatore ivoriano (Abidjan, n. 1984)

## Z(1)
- Daniel Zítka, ex calciatore ceco (Havířov, n. 1975)

## Á(1)
- Daniel Álvarez López, calciatore messicano (Guadalajara, n. 1994)

## Ö(1)
- Daniel Örlund, ex calciatore svedese (Stoccolma, n. 1980)

## Ü(1)
- Daniel Ünal, ex calciatore svizzero (Locarno, n. 1990)

## Ł(1)
- Daniel Łukasik, ex calciatore polacco (Giżycko, n. 1991)

## Ś(1)
- Daniel Ściślak, calciatore polacco (Jastrzębie-Zdrój, n. 2000)

## Š(3)
- Daniel Šarić, ex calciatore croato (Fiume, n. 1972)
- Daniel Šmejkal, ex calciatore ceco (Plzeň, n. 1970)
- Daniel Štefulj, calciatore croato (Langenhagen, n. 1999)